# Amber Riley
Amber Patrice Riley (Los Angeles, 15 februari 1986) is een Amerikaans actrice en zangeres. Ze is vooral bekend door haar rol als Mercedes Jones in de televisieserie Glee.

## Biografie
Riley deed op 17-jarige leeftijd auditie voor American Idol, maar raakte niet voorbij de producers van het programma. Ze studeerde af in 2004, en deed in 2007 auditie voor de rol van Effie in de musical Dreamgirls, maar werd te jong bevonden voor de rol. Ze speelt sinds 2009 de rol van Mercedes in Glee en maakt ook deel uit van de Glee Cast.
In 2017 vormde ze de supergroep Leading Ladies met de Britse zangeressen Beverley Knight en Cassidy Janson; op de cd Songs from the Stage zingen ze covers van musicalnummers.

## Discografie
- Glee: The Music, Volume 1 (2009)
- Glee: The Music, Volume 2 (2009)
- Glee: The Music, The Power of Madonna (2010)
- Glee: The Music, Volume 3 Showstoppers (2010)
- Glee: The Music, Journey to Regionals (2010)
- Songs from the Stage (Leading Ladies; 2017)